# Sipahi

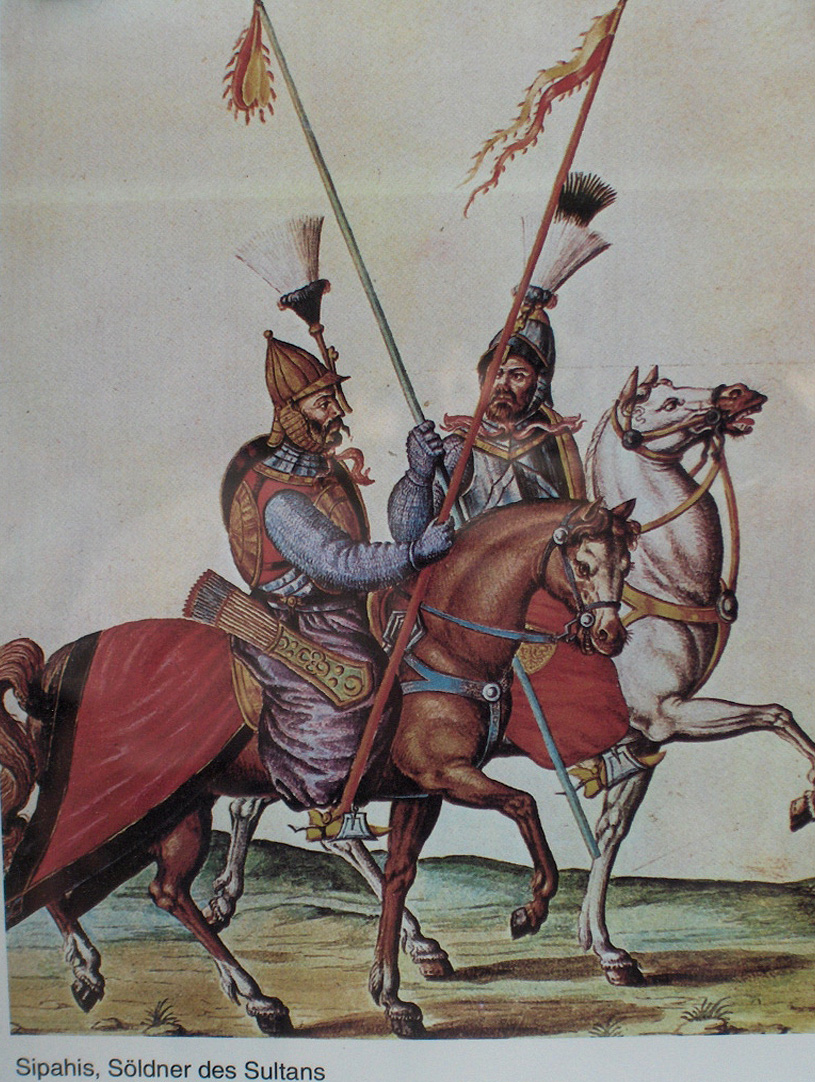
Sipahis en la batalla de Viena.

Un Sipahi (en turco otomano: سپاهی; también es transliterado como espahi, sepahi y sipahi) era un miembro de élite de una fuerza montada de una de las seis divisiones de caballería del Imperio otomano.

## Historia
El nombre deriva de una palabra del idioma farsi que significa: "Ejército" (en idioma persa: سپاه) (latinizado como: Sepâh ). Los sipahis son parecidos a los caballeros europeos de la Edad Media. El sipahi era propietario de un feudo (تيمار tîmâr ; de ahí el término alternativo de Tîmârlı Sipahi ) otorgado directamente por el sultán otomano a todos aquellos que recibían tierras, a cambio de los servicios militares prestados. Los sipahis, de esta manera, recibieron tierras. Los sipahis fueron creados originalmente durante el reinado de Murad I. Aunque inicialmente los sipahis fueron reclutados, al igual que los jenízaros, utilizando el sistema de recibir a jóvenes de tierras cristianas conquistadas por los sultanes otomanos como forma de tributo para formar un ejército de esclavos leales (anteriormente formado en gran parte por prisioneros de guerra), en la época del sultán, sus miembros eran elegidos únicamente entre los miembros de etnia turca que poseían tierras dentro de las fronteras imperiales. Los sipahi finalmente se convirtieron en la mayor de las seis divisiones de caballería otomanas y eran la contraparte montada de los infantes jenízaros, que luchaban a pie. Los deberes de los Sipahis incluían desfilar a caballo con el sultán en los desfiles y actuar como sus guardaespaldas. En tiempos de paz, también eran responsables de recaudar los impuestos. Los sipahis, sin embargo, no deben confundirse con los timariotas, que formaban la caballería irregular otomana. De hecho, las dos formaciones tenían muy poco en común.
Un tîmâr era el terreno más pequeño perteneciente a un sipahi y proporcionaba un ingreso anual de no más de 10.000 akçe, entre dos y cuatro veces lo que recibía un maestro de escuela. Un ziamet (زعامت) era una porción más grande de tierra, con un ingreso anual de 100.000 akçe y pertenecía a un sipahi con rango de oficial. Un has (غاص) era el terreno más grande, generaba un ingreso superior a 100.000 akçe y pertenecía a los militares de más alto rango. Un tîmâr sipahi debía contribuir con hasta cinco soldados al ejército, un ziamet sipahi con hasta veinte, y un has sipahi con más de veinte soldados.
A partir de mediados del XVI, los jenízaros comenzaron a ser la parte más importante del ejército otomano, aunque los sipahis mantuvieron un papel importante en la economía y política del Imperio otomano. Ya en el siglo XVII, los sipahis fueron, junto con sus rivales los jenízaros, los gobernantes de facto del imperio, en los primeros años del reinado de Murad IV. En 1826, los Sipahis fueron los principales protagonistas de la disolución del cuerpo de jenízaros. Sin embargo, dos años más tarde, el sultán revocó sus privilegios y los destituyó en favor de una estructura militar operativa más moderna.